# Hemiepifita
Se llama hemiepifita a la planta cuyo hábito de crecimiento es epífito por solo una parte de sus vidas. Normalmente, si no se adjetiva, el término hace referencia a las hemiepifitas primarias, que comienzan su vida como epífitas, y envían raíces al suelo que eventualmente las enraízan. 
Entre las aráceas, que no tienen crecimiento secundario, se encuentran ejemplos de hemiepifitas herbáceas. Normalmente se las encuentra en bosques húmedos, y bastante seguido en estratos arbóreos muy altos. Las aráceas trepadoras por raíces que pierden conexión con el suelo húmedo, pueden enviar hacia él largas raíces que las enraicen nuevamente, estas plantas pueden ser llamadas hemiepifitas secundarias. Ambas se aferran firmemente a la corteza de su árbol hospedador [lo parasitan mecánicamente] con sus raíces fototróficamente negativas.
En los ejemplos de hemiepifitas leñosas, una vez las raíces llegan al suelo y enraízan, con el crecimiento secundario que normalmente tienen las plantas leñosas las raíces se vuelven fúlcreas (de sostén) y el engrosamiento alrededor del tronco de la planta hospedadora provoca que muchas veces ésta muera por competencia por la luz solar o quizás estrangulamiento al no tener cómo continuar su propio crecimiento secundario. Este hábito al madurar muchas veces les da un aspecto arborescente cuyo "tronco" es un sistema tallos-raíces estranguladoras. Son ejemplos algunas Moraceae, en particular del género Ficus (las especies conocidas como "higueras estranguladoras"), otras son Metrosideros robusta (mirtácea), y algunas especies de Clusia (clusiáceas). Las raíces de las higueras estranguladoras se han aprovechado aparentemente para la construcción de puentes "vivos".

Higueras estranguladoras
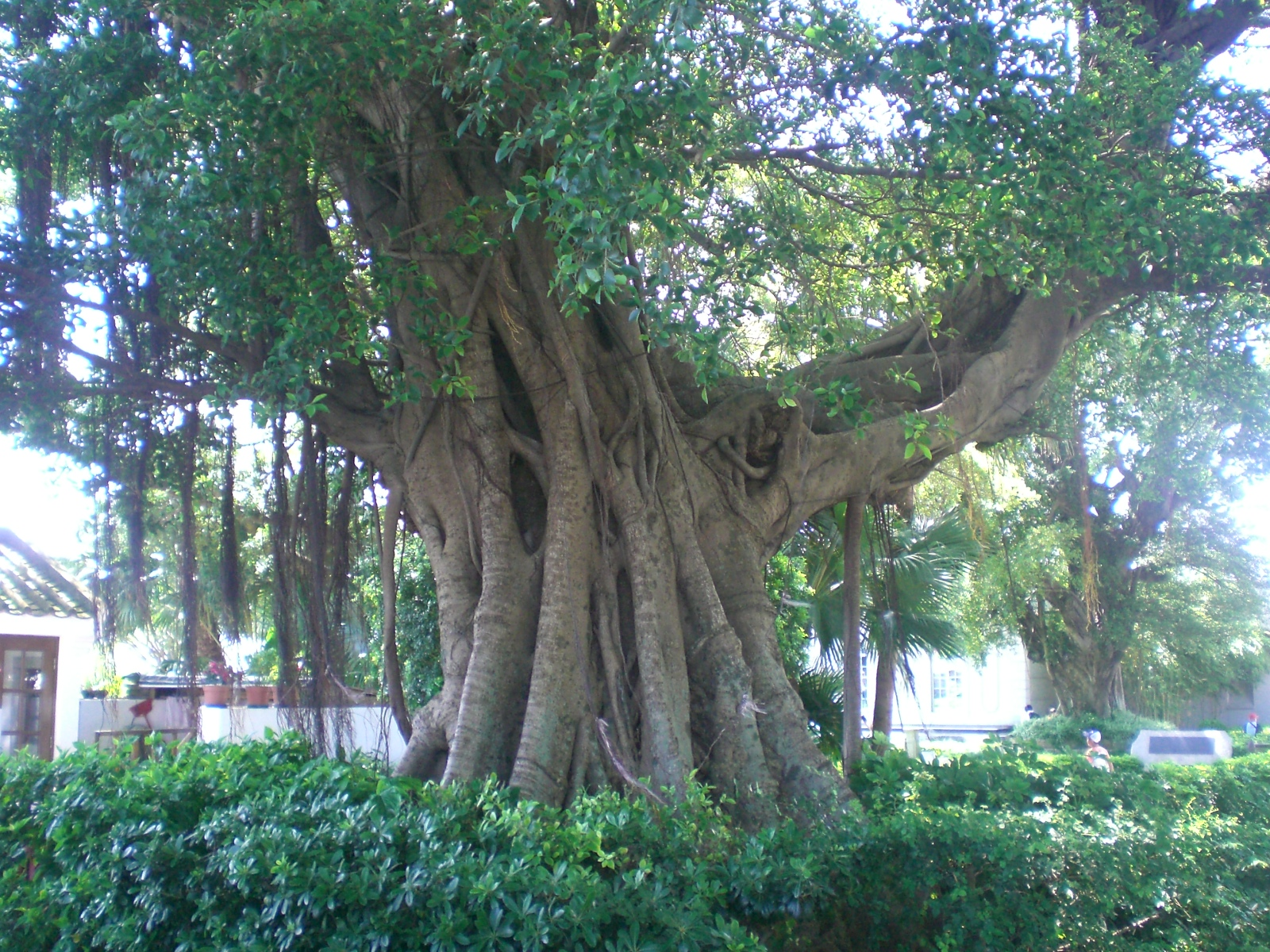
Un estrangulador maduro puede tener un hábito arborescente, cuyo "tronco" está formado por un sistema raíces-tallos que se anastomosan en un proceso de injerto natural.
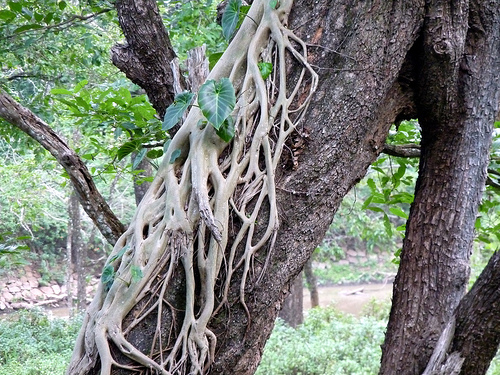
Las plantas estranguladoras comenzaron su vida como epífitas de raíces leñosas.
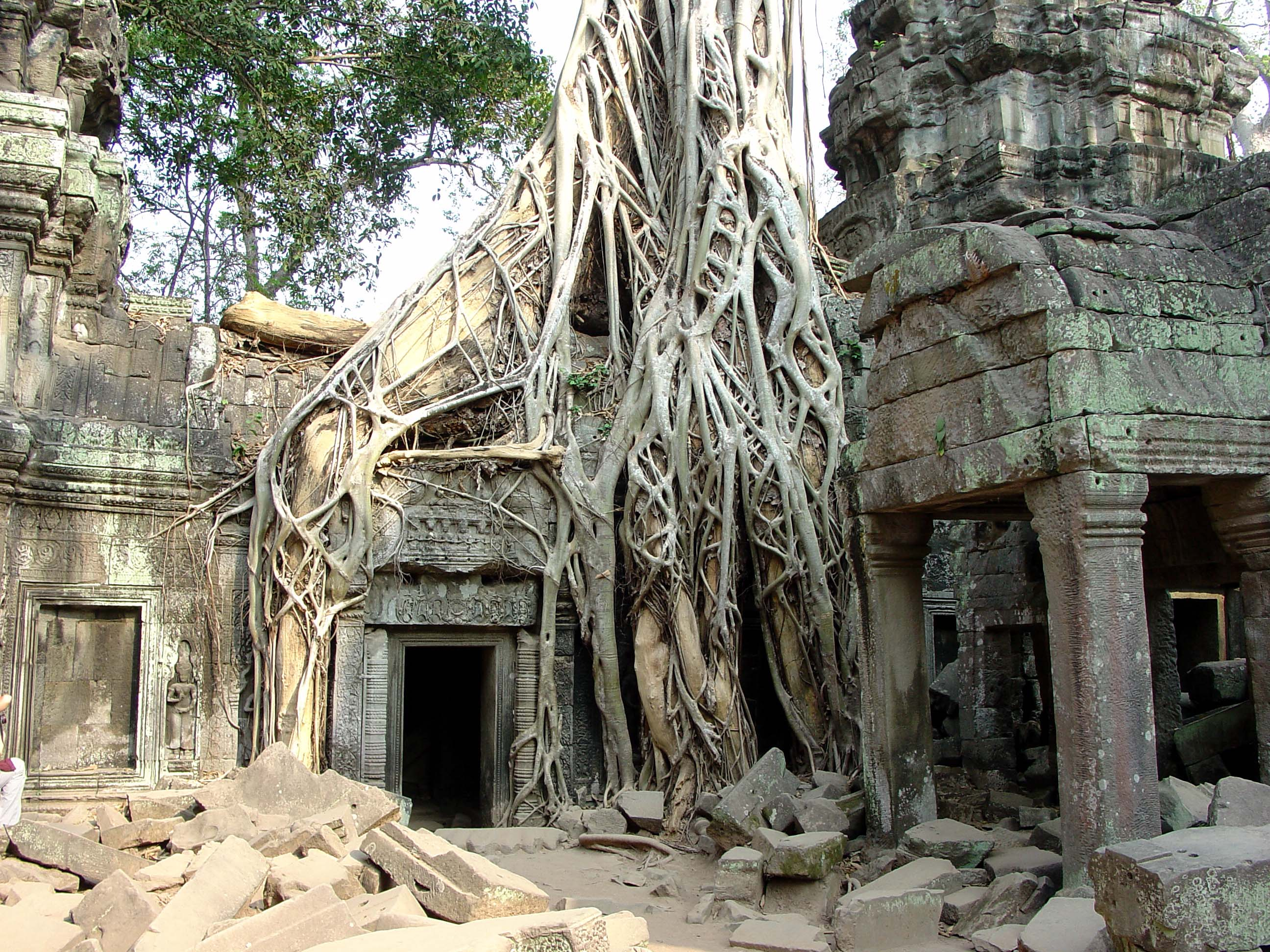
Higuera estranguladora, Ta Prohm Angkor.
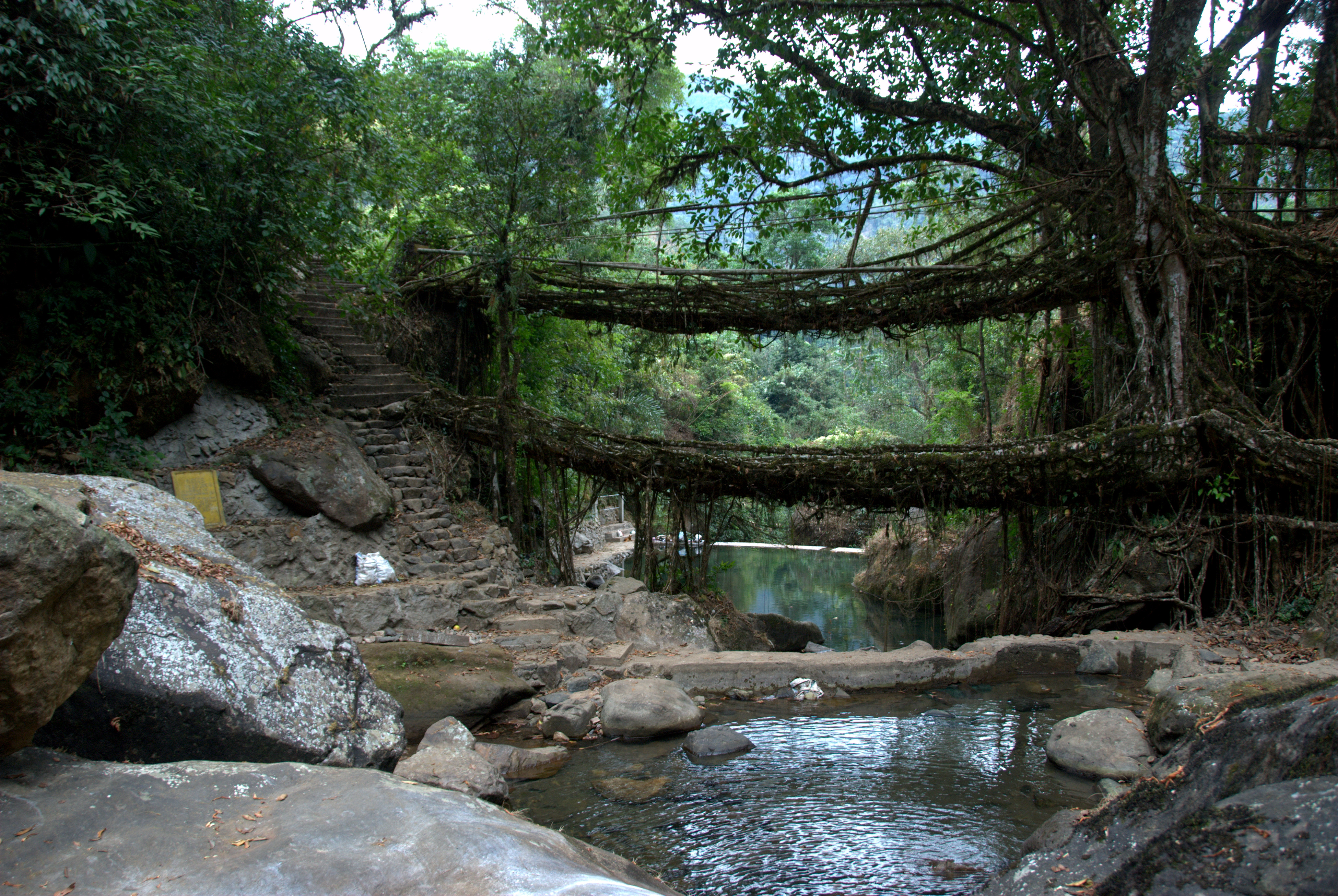
Un "puente vivo" de raíces entrelazadas de higueras estranguladoras, Meghalaya, diciembre 2011.